# Muzeul Județean Gorj „Alexandru Ștefulescu”
Muzeul Județean Gorj „Alexandru Ștefulescu” este un muzeu județean din Târgu Jiu, amplasat în Str. Geneva nr. 8. Cuprinde colecții de arheologie (epoca preistorică, dacică și romană), istorie medie, modernă și contemporană, colecție de numismatică (epoca romană), colecția de documente Alexandru Ștefulescu (secolele XV - XIX), carte veche, icoane.
Clădirea muzeului este monument eclectic, construit în 1894 ca sediu al Prefecturii, apoi tribunal. Restaurat în 1977 - 1978, devine sediul muzeului județean.
Muzeul Gorjului a fost înființat în 16 iulie 1894 de către un grup de oameni de cultură în frunte cu istoricul Alexandru Ștefulescu, prof. Iuliu Moisil, pictorul Witold Rolla Piekarski și ing. Aurel Diaconovici. Până în 1896 Muzeul Gorjului a funcționat în două săli din cadrul localului Prefecturii (actualul muzeu), apoi în localul Gimnaziului Tudor Vladimirescu, iar între 1926 - 1952 într-un local propriu, construit în Parcul central. Între 1952 - 1974 muzeul a funcționat într-un local de pe str. Tudor Vladimirescu nr. 73, construit de Liga Națională a Femeilor Gorjene la inițiativa Arethiei Tătărescu. Din 1974 funcționează în actualul sediu, care este o clădire monument de arhitectură, construită în 1875 ca sediu al Palatului Administrativ (Prefectura), apoi a funcționat ca tribunal. A fost restaurată între 1977 - 1978. 
Muzeul expune arheologie și istorie, din preistorie până în 1918, numismatică (epoca romană), colecția lui Alexandru Ștefulescu, cuprinzând documente și manuscrise referitoare la istoria Gorjului începând din secolul al XV-lea și carte veche.